# ويندي أوين
ويندي أوين (بالإنجليزية: Wendy Owen)‏ (1954 بسلاو في المملكة المتحدة - ) هي لاعبة كرة قدم بريطانية في مركز قلب الدفاع. شاركت مع منتخب إنجلترا لكرة القدم للسيدات.